# Pałac w Brzeźnie
Pałac w Brzeźnie – zabytkowy pałac we wsi Brzeźno (województwo dolnośląskie), w Polsce, w powiecie trzebnickim, w gminie Prusice.

## Opis
Piętrowy pałac zbudowany w 1850 na planie prostokąta. Główne wejście w ganku umieszczonym centralnie w ryzalicie zwieńczonym szczytem uskokowym. Korpus kryty dachem czterospadowym. Po prawej stronie od wejścia ośmioboczna baszta z  balkonem  po lewej i kartuszem z  herbem Manfreda von Walther und Croneck (1885-1932) i napisem Manfred 1913 po prawej stronie. Od  zachodu trzykondygnacyjna wieża postawiona na rzucie kwadratu. Obiekt jest częścią zespołu pałacowego, w skład którego wchodzi jeszcze park.

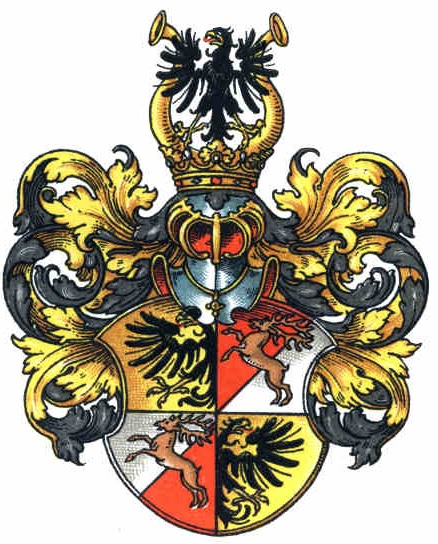
Herb Manfreda Walther und Croneck
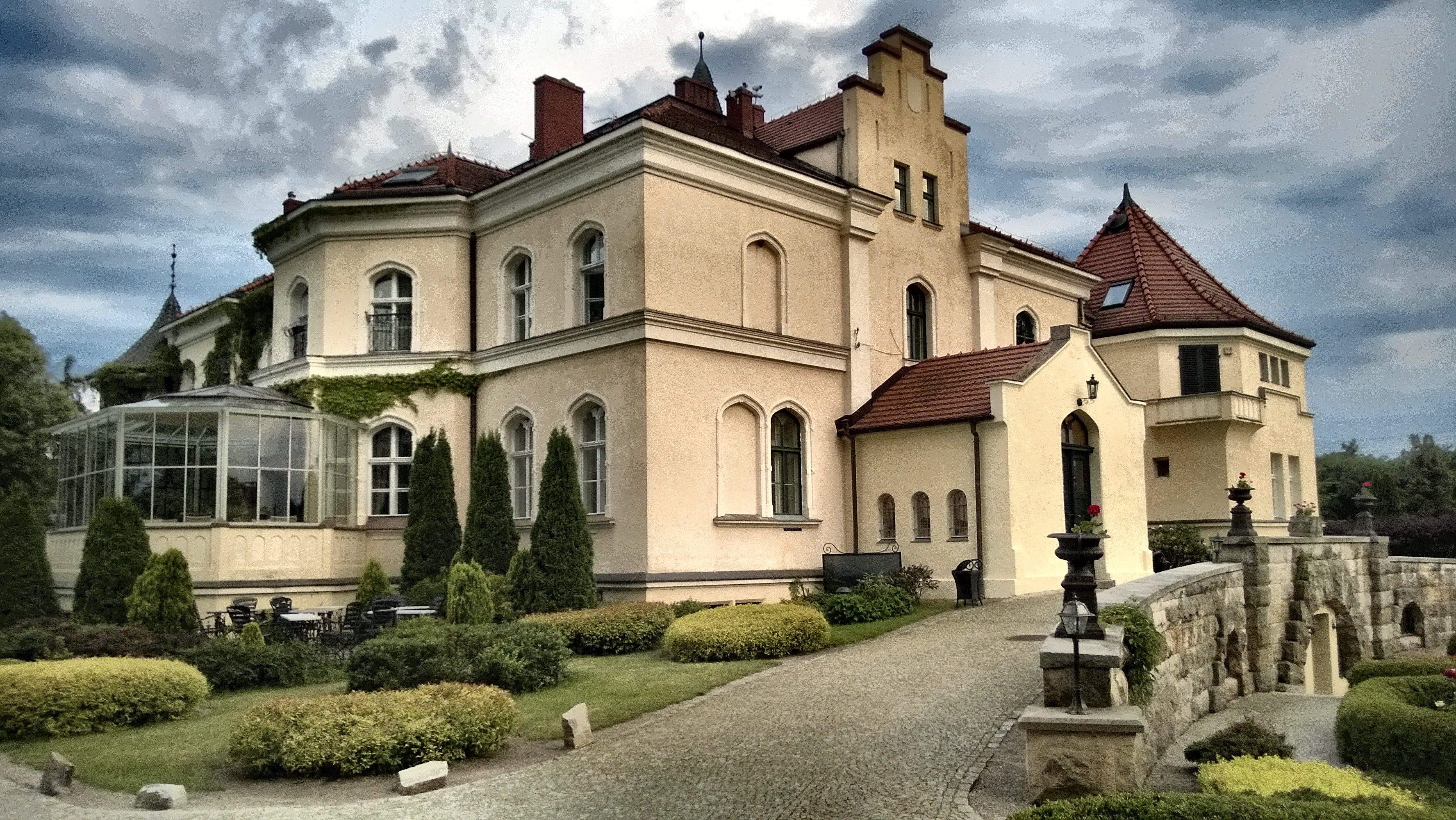
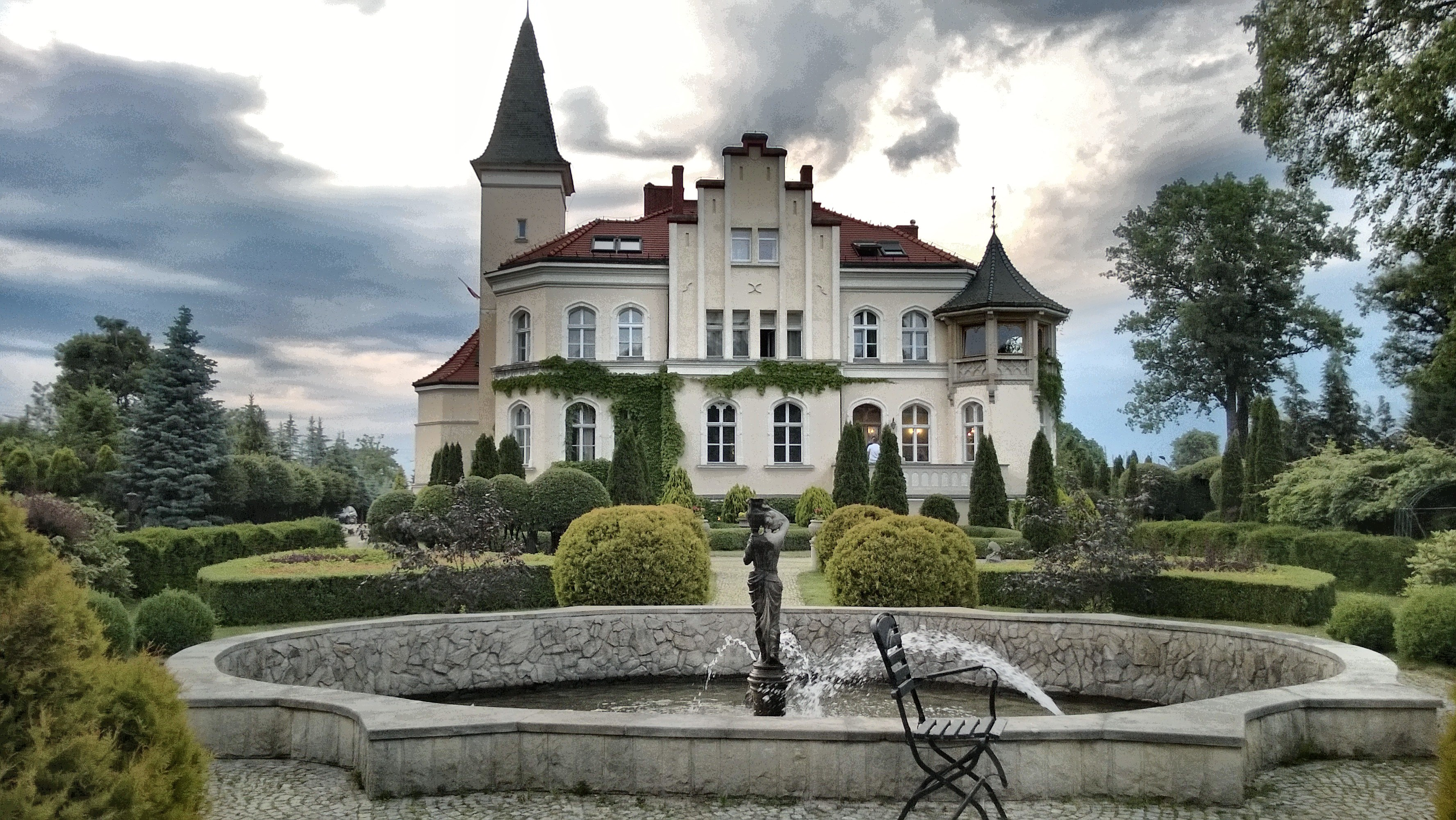
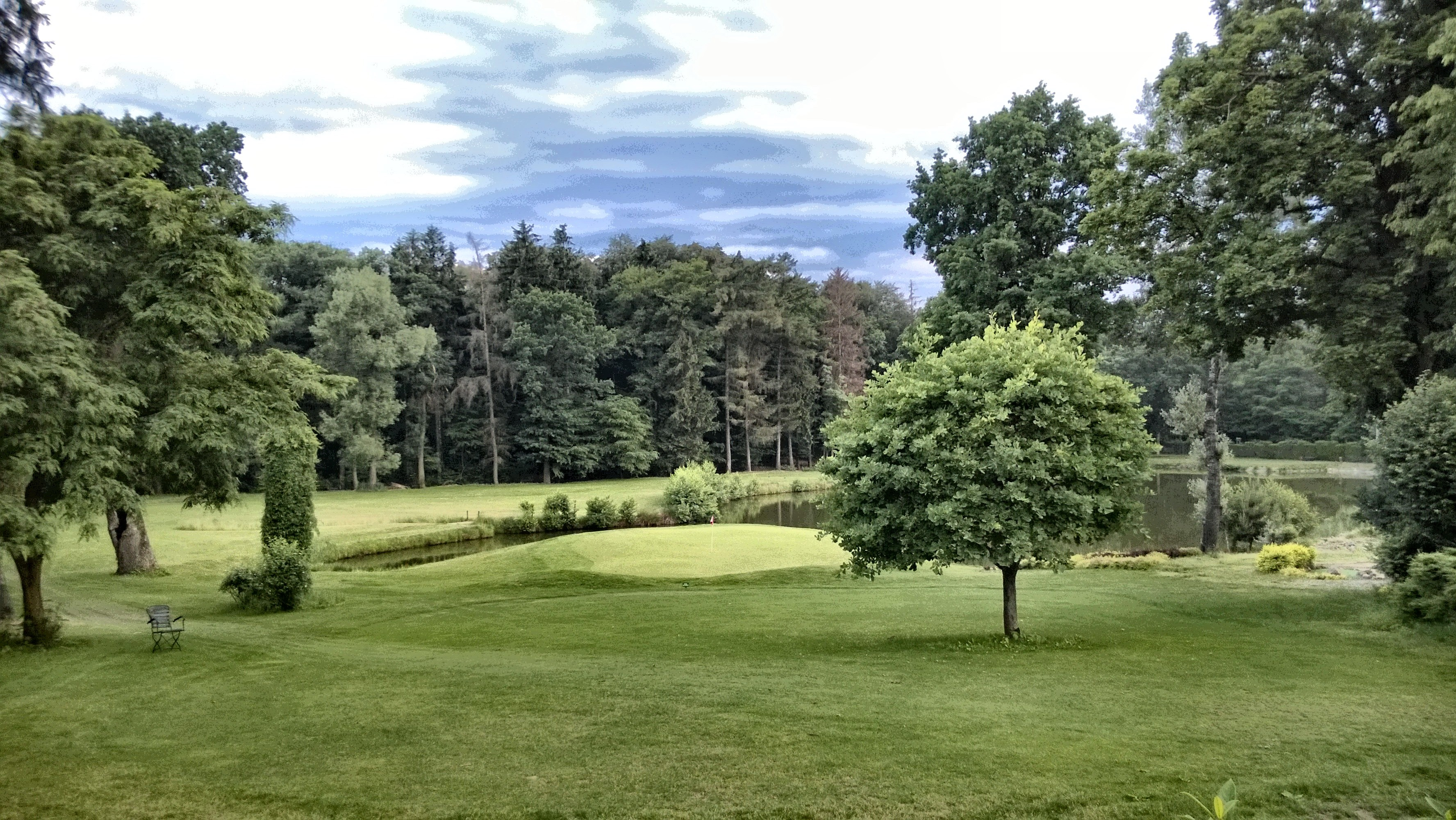
Park przy pałacu